# Antiszemita pogromok Spanyolországban (1391)
Az 1391-es spanyolországi antiszemita pogromokban több ezer zsidót gyilkoltak meg a keresztény papok által feltüzelt emberek. A zsidók csak akkor élhették túl a mészárlásokat, ha sikerült elbújniuk, elmenekülniük, vagy megkeresztelkedtek.

## Pogromok
1391. június 6-án zsidóellenes pogromok törtek ki Sevillában. A tömeggyilkosságok felbujtója Ferrand Martinez katolikus pap volt, aki 1378 óta szónokolt a zsidók ellen. Martinez gyűlölettel fűtött prédikációkban arra biztatta híveit, hogy rombolják le a városban álló 23 zsinagógát, zárják a zsidókat gettóba, ne üzleteljenek velük, és használjanak fel minden rendelkezésre álló eszközt a megtérítésükre. Azt tanította, hogy nem bűn, ha a keresztények kifosztják a zsidókat.
Martinez 1390-ben, miután meghalt az érsek, a régió fődiakónusa lett, és új lendülettel folytatta a zsidók elleni harcát. Ugyanebben az évben elhunyt I. János kasztíliai király, akit a mindössze 11 éves koronaherceg, III. Henrik kasztíliai király követett a trónon. Az ügyek intézését régens vette át, és a kormányzat nem foglalkozott az egyre növekvő feszültséggel.
Június 6-án a feltüzelt tömeg megrohanta a sevillai zsidónegyedet, és minden zsidót, aki nem volt hajlandó felvenni a kereszténységet, megölt. Sok nőt és gyereket rabszolgának adtak el. Az erőszak átterjedt Andalúzia, a Kasztíliai Királyság déli tartományainak más városaira is. Ezután észak felé terjedt, és elérte Burgost.
Hasdai Crescas rabbi és tudós leveléből, amelyet az avignoni zsidó közösségnek írt, tudni, hogy a pogromok nagyjából azonos forgatókönyv szerint zajlottak. A megvadult emberek, akiket fanatikus keresztény papok és szerzetesek tüzeltek fel, felgyújtották a zsidók házait, zsinagógáit és üzleteit. A zsidók vagy megkeresztelkedtek, vagy meghaltak, más választásuk nem volt. A többség elutasította vallásának elhagyását, Córdobában csak egy zsidó keresztelkedett meg, a többit meggyilkolták. A keresztények elpusztították Toledo és Madrid zsidó közösségeit, Cuencában még a városi tanács tagjai is részt vettek az öldöklésben. A tömeget a templomok harangjai hívták pogromra. Burgos zsidóit annak ellenére ölték meg, hogy a kormány a közeli Segoviából kiáltványt adott ki a tömeggyilkosságok megelőzése érdekében.

### Valencia
Valenciában Kasztíliából érkező emberek bujtották fel a lakosokat a zsidónegyed megtámadására. A városban tartózkodott a király öccse, a későbbi Márton aragóniai király, aki a katonái behajózását várta Szicília felé. A feltüzelt emberek a zsidó negyed felé tartva azt mondták a katonáknak, hogy nemsokára megérkezik Martinez, a főesperes, és biztatták őket, csatlakozzanak. Érkezésükre a zsidók lezárták a negyed kapuit, ekkor a tömeg azt kezdte ordítani, hogy a zsidók megölik a területen rekedt keresztényeket. Márton megérkezett a helyszínre, és arra utasította a zsidókat, hogy nyissák ki a kapukat, de ők megtagadták ezt. Ezután a tömeg, Márton katonáinak segítségével, betörte a kapukat, és legyilkolt 250 zsidót, a többiek megkeresztelkedtek. Néhány zsidót keresztények rejtettek el, másoknak sikerült elmenekülniük a városból. A tömeg ezután a muzulmánok otthonai ellen indult. Mivel Márton félt attól, hogy a muszlimok legyilkolása hasonló vérengzést váltana ki az arabok által uralt városokban élő keresztényekkel szemben,  felakasztatta katonáival a lincselés vezetőit a negyed kapujára.
I. János aragóniai király levélben szidta meg öccsét, hogy nem védte meg a valenciai zsidókat. Ugyanebben a levélben arra adott utasítást, hogy a mészárlás túlélőit juttassák a királyságon belül biztonságosabb helyre. Ugyancsak megtiltotta a zsinagógák lerombolását és a zsidók erőszakos megkeresztelését. Mindez nem sokat jelentett a zsidók túlélése szempontjából, mert a központi kormányzatnak nem volt elég ereje kikényszeríteni az uralkodó utasításait. Murviedro volt az egyetlen hely, ahol valódi foganatja volt a királyi parancsnak, ott a zsidók menedéket találtak a várban.

### Barcelona
Nyár végén Barcelonára is átterjedt a nyugtalanság. A városi tanács tett néhány lépést a pogromok megelőzésére, ezzel néhány héttel sikerült eltolni az atrocitásokat. Az öldöklés azonban itt is kitört, miután kikötött egy hajó, amelyen ötven olyan ember utazott, aki részt vett a sevillai zsidók legyilkolásában. Felbujtották az embereket, és nagyjából száz zsidót öltek meg egy nap alatt. Közel ugyanennyien találtak menedéket a város új erődítményében. A városi hatóságok tíz sevillait halálra ítéltek, de másnap a tömeg kiszabadította őket a börtönből, és megtámadták a várat. A zsidók szinte fegyvertelenek voltak, így hiába védekeztek, megölték őket is. Többen önként választották a halált. A vérengzés még nagyjából egy héten át tartott a városban. A barcelonai események ezután megismétlődtek Katalónia többi településén is, majd a Mallorcai Királyságban.
Három hónap alatt megsemmisült a legtöbb zsidó közösség a Kasztíliai Királyságban, az Aragóniai Királyságban, a Valenciai Királyságban, a Katalán Királyságban és a Baleár-szigeteken.

## A királyok válasza
A spanyol királyságok uralkodói az erő és akarat hiányában nem tudták, nem akarták megakadályozni a tömeggyilkosságokat, amelyekre az egyház biztatta fel az embereket. A pogromok után sem azzal törődtek, hogy felkutassák és megbüntessék az elkövetőket, hanem biztosítani akarták a részüket az összerabolt zsákmányból. I. János például utasította kormányzóit és hivatalnokait, hogy vegyenek nyilvántartásba minden olyan zsidó vagyont, amelynek tulajdonosát a csőcselék megölte, és nem maradt hátra örököse. Ezeket a vagyontárgyakat a korona tulajdonának nyilvánították, még a zsidó vallási rituálékhoz szükséges eszközöket is. A kasztíliai kormány több városra pénzügyi bírságot vetett ki, hogy megtérítsék a kárt, amelyet a zsidók legyilkolása okozott a koronának. A kormány ugyanis saját tulajdonának tekintette a zsidókat, és elvárta, hogy a városok fizessék ki azt a pénzt, amelyet addig tőlük szedett be.